# 366
366 (CCCLXVI) var ett normalår som började en söndag i den julianska kalendern.

## Händelser

### Januari
- 2 januari – Alemanner korsar den frusna Rhen i stora horder och invaderar Romarriket.

### April
- April–maj – Kejsar Valens besegrar Procopius trupper i slaget vid Thyatira, och gör därmed slut på hans uppror.

### Oktober
- 1 oktober – Sedan Liberius har avlidit en vecka tidigare väljs Damasus I till påve. Romare som är missnöjda med detta val väljer istället Ursinus till motpåve.

### Okänt datum
- Tabula Peutingeriana, en karta som visar romerska provinser och vägar, tillkommer vid denna tid.
- Athanasius återvänder från sin exil.
- Den buddhistiske munken Lo-tsun får en vision om "gyllene strålar av ljus som skiner ner på tusen buddhor", vilket resulterar i skapandet av Mogaogrottorna.

## Avlidna
- 27 maj – Procopius, romersk usurpator (avrättad)
- 24 september – Liberius, påve sedan 352
- Acacius av Caesarea, före detta ledare för den arianska fraktionen inom kyrkan (död i vanära)